# NGC 7564
NGC 7564 é uma estrela na direção da constelação de Pisces. O objeto foi descoberto pelo astrônomo Guillaume Bigourdan em 1885, usando um telescópio refrator com abertura de 12 polegadas. 